# Ely Ould Mohamed Vall
Ely Ould Mohamed Vall (arabiska إعلي ولد محمد فال), född 1953 i Nouakchott, död 5 maj 2017 i Zouérat, var en mauretansk politiker och landets statschef mellan 2005 och 2007. Han var ledare för det militära råd som 3 augusti 2005 grep makten i Mauretanien. Han tillhörde den dominerande folkgruppen, morerna.
Ely Ould Mohamed Vall hade ett förflutet som polischef i Sûreté Nationale, när CMJD, det "militära rådet för rättvisa och demokrati" störtade dåvarande president Maaouya Ould Taya. Han hade tidigare ansetts stå på presidentens sida, bland annat genom att vara involverad i repressioner mot svarta mauretanier. Bland andra Afrikanska unionen, EU, FN, USA, och Sydafrika förklarade då regimen illegitim.
Den 19 november 2006 hölls dock fria parlaments- och regionalval, följda av likaledes demokratiska presidentval den 11 mars 2007. Presidentvalen vanns av Sidi Ould Cheikh Abdallahi.